# Утеха
Утеха (на английски: Solace) е град от света на Драконовото Копие (Dragonlance) - поредица на американския писател Трейси Хикман, в съавторство с Маргарет Вайс.
Първоначално, Утеха е била част от елфическото кралство Квалинести. След една битка с много жертви, елфите решили, че не си заслужава да задържат тази територия, понеже била далече от столицата им Квалиност. Първите заселници на Утеха били често нападани от гоблини и затова решили да посторят домовете си в короните на гигантските валенови дървета, намиращи се в околността.
Но дори когато гоблинските орди намалели, градът се разрастнало по дърветата до такава степен, че единствено ковачниците и конюшните останали по земята. Странноприемницата Последен Дом, една от най-харизматичните сгради, е мястото, откъдето Героите на Копието започнали своето прикючение.
Градът пострадал жестоко по време на Войната на Копието, когато Червената Драконова Армия използвала червените дракони, за да изгорят повечето сгради.